# Municipio de Darby (Pensilvania)
El municipio de Darby (en inglés: Darby Township) es un municipio ubicado en el condado de Delaware en el estado estadounidense de Pensilvania. En el año 2000 tenía una población de 9.622 habitantes y una densidad poblacional de 2,602 personas por km².

## Geografía
El municipio de Darby se encuentra ubicado en las coordenadas 39°54′00″N 75°17′29″O / 39.90000, -75.29139.

## Demografía
Según la Oficina del Censo en 2000 los ingresos medios por hogar en la localidad eran de $37,396 y los ingresos medios por familia eran de $43,357. Los hombres tenían unos ingresos medios de $36,259 frente a los $29,711 para las mujeres. La renta per cápita de la localidad era de $17,179. Alrededor del 11,8% de la población estaba por debajo del umbral de pobreza.